# Pionier-Kaserne (Metternich)
Die Pionier-Kaserne war eine Kaserne in Koblenz. Die ursprünglich Quartier Basset genannte Kaserne war eine der wenigen in Koblenz, die nach dem Zweiten Weltkrieg für die französischen Besatzung errichtet wurde. Heute befindet sich an dem Standort die Universität Koblenz.

## Geschichte
Die von 1950 bis 1953 an der Winninger Straße neu errichtete Kaserne wurde bereits 1951 mit französischen Soldaten belegt, unter anderem mit der Force auxillier du Génie 53. Da die französische Besatzung auf eine baldige Fertigstellung des Standorts drängte, wurden für die Errichtung der Gebäude auf deutsche Planungen aus den 1930er-Jahren zurückgegriffen. Nach der Gründung der Bundeswehr 1955 erfolgte in der Kaserne ab 1. Juli 1956 die Aufstellung des Pionierbataillon Koblenz, das ab 1. Oktober 1956 der 5. Panzerdivision unterstellt wurde. Mit der Übergabe der Kaserne an die Bundeswehr am 14. November 1956 war es der erste Koblenzer Standort, der durch die französische Armee geräumt wurde. Am 16. Mai 1957 wurde das Pionierbataillon Koblenz in schweres Pionier-Bataillon 717 umbenannt sowie ab 1. August 1957 dem schweren Pionierregiment 706 unmittelbar unterstellt und damit dem „Amt Territoriale Verteidigung“ zugeordnet. Am 1. April 1971 erhielt die Einheit den Namen schweres Pionierbataillon 850. Am 1. Oktober 1979 wurde das Bataillon in Pionierbataillon 320 umbenannt und dem III. Korps unterstellt.
Im Mai 1957 wurde in der Pionierkaserne das schwere Pionierbataillon 718 (TV) gebildet. Es verlegte Mitte 1957 nach Köln in die Lüttich-Kaserne und am 30. März 1958 weiter nach Schleswig in die Kaserne Auf der Freiheit. Am 1. April 1971 wurde es in schweres Pionierbataillon 620 umbenannt. Zum 1. April 1981 folgte eine weitere Umbenennung zum Pionierbataillon 620. Mit dem Schwimmbrückenbataillon 660 fusionierte es am 1. April 1993 zum Pionierbrückenbataillon 620. Doch bereits zum 1. April 1997 änderte sich die Bezeichnung des Pionierbrückenbataillons 620 wieder zu Pionierbataillon 620. Zum 30. September 2003 wurde es schließlich in Schleswig außer Dienst gestellt. Teile wurden zur Aufstellung des Spezialpionierbataillons 164 in Husum verwendet.
Seit Ende der 1950er Jahre war in der Kaserne auch die schwere Schwimmbrückenkompanie 724 beheimatet. Am 1. April 1971 wurde diese Kompanie zur aktiven 2./Schwimmbrückenbataillon 860. Das Schwimmbrückenbataillon 860 wurde am 1. Oktober 1979 in Schwimmbrückenbataillon 360 umbenannt und verlegte am 27. April 1987 nach Speyer.
Im Zuge der Truppenreduzierung der Bundeswehr zog das Pionierbataillon 320 am 14. Juli 1994 in seinen neuen Standort in der Deines-Bruchmüller-Kaserne in Lahnstein um. Die Pionier-Kaserne Koblenz wurde 1994 aufgegeben und Ende 1995 vom Bund an das Land Rheinland-Pfalz verkauft. Nach umfangreichen Umbau- und Neubaumaßnahmen ab 1997 bis 2002 zog die Universität Koblenz-Landau von ihrem alten Standort auf dem Oberwerth in das ehemalige Kasernengelände um, auf dem heute noch vier Kasernengebäude (die heutigen Gebäude A, B, C und K) erhalten geblieben sind. Außerdem wird der ehemalige Pionier-Übungsplatz am Moselufer durch eine Außenstelle der Wehrtechnischen Dienststelle 41 heute noch genutzt, die im Januar 2013 aus der Zusammenführung mit der Wehrtechnischen Dienststelle 51 für Pionier- und Truppengerät hervorgegangen ist. Eine Nutzung der nach Auflösung der Wehrtechnischen Dienststelle 41 frei werdenden Flächen für die Universität Koblenz-Landau war Gegenstand einer Kleinen Anfrage im Landtag von Rheinland-Pfalz.